# Sedletín
Sedletín település Csehországban, a Havlíčkův Brod-i járásban. Sedletín Skuhrov, Vepříkov, Olešná, Jilem, Kámen és Horní Krupá településekkel határos. Lakosainak száma 298 fő (2024. január 1.).

## Népesség
A település lakosságának változását az alábbi diagram mutatja:
| Lakosok száma | 542  | 524  | 492  | 336  | 295  | 299  | 275  | 284  | 291  | 298  |
|               | 1869 | 1890 | 1921 | 1950 | 1980 | 2001 | 2017 | 2019 | 2022 | 2024 |